# François Rysheuvels
François Rysheuvels – belgijski strzelec, mistrz świata.
Był porucznikiem i majorem straży obywatelskiej w Antwerpii.
Podczas swojej kariery Rysheuvels zdobył 2 medale na mistrzostwach świata. Został indywidualnym mistrzem świata w karabinie dowolnym leżąc z 300 m w 1904 roku. Ponadto osiągnął drużynowe wicemistrzostwo w karabinie dowolnym w trzech postawach z 300 m  w pistolecie dowolnym z 50 m drużynowo (1905).

## Wyniki

### Medale mistrzostw świata
Opracowano na podstawie materiałów źródłowych:
| Mistrzostwa   | Konkurencja                                     | Wynik                                         | Miejsce |
| ------------- | ----------------------------------------------- | --------------------------------------------- | ------- |
| Lyon 1904     | Karabin dowolny leżąc, 300 m                    | 342 pkt.                                      |         |
| Bruksela 1905 | Karabin dowolny, trzy postawy, 300 m, drużynowo | 4626 pkt. (druż.) 795 pkt. ind. (226–290–279) |         |